# Château Boutier
Pour les articles homonymes, voir Boutier.
Le château Boutier est situé boulevard Gustave Joubert, sur la commune de Duravel, dans le département du Lot. 

## Historique
Le mur du jardin se trouve sur les anciens remparts de la ville. Un peu avant 1596, la famille Boutier, riches commerçants protestants, acquirent du temporel du prieuré de Duravel plusieurs constructions pour y faire bâtir une nouvelle demeure. 
Le château Boutier est le résultat de cet assemblage à partir de la fin du XVIe siècle ou début du XVIIe siècle. Il a subi plusieurs modifications successives comme on peut le constater en regardant sur les façades les ouvertures fermées et ouvertes pour faire de cet assemblage un ensemble cohérent avec un toit en pavillon.
Les murs de la tour ont été surélevés au XIXe siècle.
Le château a été inscrit au titre des monuments historiques depuis le 16 septembre 1991.

## Description
Le château Boutier est composé d’un corps de logis organisé de part et d’autre d’une tour d’escalier centrale avec une aile en retour d’équerre à l'ouest. Il s’ouvre sur un grand jardin clos au Sud par un mur situé au droit des anciens remparts de la ville.
La tour contient l'escalier qui dessert tous les étages du château.